# Lewis Jerome Zeigler
Lewis Jerome Zeigler (Harrisburg, 4 de janeiro de 1944 - Monróvia, 12 de agosto de 2022) foi um clérigo liberiano e arcebispo católico romano de Monróvia, na Libéria.
Lewis Zeigler estudou filosofia e teologia católica em Ibadan, Nigéria, e recebeu o sacramento da ordenação para o Vicariato Apostólico de Monróvia em 22 de dezembro de 1974.
Zeigler trabalhou inicialmente como vigário paroquial e pároco em várias paróquias de 1974 a 1976, antes de ser enviado para a Escola de Teologia Maryknoll nos EUA para estudos adicionais em teologia pastoral. Depois de retornar à sua terra natal em 1979, Lewis Zeigler serviu como líder nacional de pastoral vocacional. Em 1982 tornou-se reitor do seminário menor da Arquidiocese de Monróvia. De 1983 a 1991 foi pároco de várias paróquias. Em 17 de novembro de 1986, Zeigler foi incardinado no clero da Diocese de Gbarnga. De 1994 a 1997 trabalhou como pastor de refugiados liberianos na Costa do Marfim. Zeigler tornou-se então vigário geral da diocese de Gbarnga. A partir de dezembro de 2000 foi administrador diocesano da diocese vaga de Gbarnga.
Em 30 de maio de 2002, o Papa João Paulo II nomeou-o Bispo de Gbarnga. O Arcebispo de Monróvia, Michael Kpakala Francis, concedeu-lhe a ordenação episcopal em 9 de novembro do mesmo ano na Catedral do Espírito Santo em Gbarnga; Os co-consagradores foram Joseph Henry Ganda, Arcebispo de Freetown e Bo, e Boniface Nyema Dalieh, Bispo de Cabo Palmas. 
De março de 2005 a 2017, Lewis Zeigler também foi presidente da Conferência dos Bispos Católicos da Libéria.
Papa Bento XVI nomeou-o Arcebispo Coadjutor de Monróvia em 11 de julho de 2009. Depois que Michael Kpakala Francis se aposentou, ele o sucedeu como Arcebispo de Monróvia em 12 de fevereiro de 2011.
Em agosto de 2014, Zeigler estava entre os signatários de uma declaração culpando a homossexualidade pelo surto de febre Ebola em 2014; Ele foi o dignitário católico romano de mais alto escalão entre os signatários.
Em 7 de junho de 2021, o Papa Francisco aceitou o pedido de Lewis Zeigler para renunciar por motivos de idade. Lewis Zeigler morreu em 12 de agosto de 2022, aos 78 anos, no Hospital Católico St. Joseph em Monróvia.